# Avigilon
Avigilon Corporation (TSX: AVO) e корпорация базирана във Ванкувър, Канада, която произвежда IP камери, устройства и софотуер за интелигентно видеонаблюдение. Основана е през 2004 от Александър Фернандез (Alexander Fernandes).
Продуктите на Avigilon са част от видеонаблюдението на стадиони, казина, летища, гари, пристанища, магазини и молове, училища, болници и др.
Avigilon е първата фирма произвела за масова употреба камери за видеонаблюдение с резолюция 16Mp и 29Mp.
Патентованата HDSM Technology на Avigilon, компресира и възпроизвежда висококачествените изображения, което спестява bandwidth при пренос по мрежов кабел.